# Caprice (filme de 1967)
Caprice (br: Capricho) é um filme estadunidense de 1967 do gênero comédia, dirigido por Frank Tashlin. É mais uma das inúmeras paródias dos filmes de James Bond realizadas nos anos 60.

## Sinopse
O assassinato de um agente secreto da Interpol nos Alpes suíços, leva a espiã industrial Patrícia Foster a seguir a pista dos assassinos em várias partes do mundo, ao mesmo tempo que tenta roubar novas fórmulas de cosméticos de uma empresa concorrente. Ela tem como rival um agente duplo inglês, que trabalha para os dois concorrentes.

## Elenco princpal
- Doris Day.... Patricia Foster
- Richard Harris.... Christopher White
- Ray Walston.... Stuart Clancy
- Lilia Skala.... Madame Piasco